# Освітологія
Освітологія (англ. educology) — наукова дисципліна, що інтегровано досліджує сферу освіти.
Як науковий феномен найбільш повно відображає всі знання про сферу освіти.
Поняття «освітологія» як наукове ліквідує плутанину між власне освітою та знанням про освіту незалежно від того, за допомогою яких наук воно отримане.

## Історія
Термін «едукологія» вперше був використаний керівником організації Асоціація дослідників едукології у державному університеті Штату Огайо Лорі В. Хардингом у 1951 році.
Остаточно до наукового обігу термін «едукологія» був введений Е. Стейнер у 1964 році у праці «Логіка навчання й едукатологія». Термін «едукатологія» самою Е. Стейнер було трансформовано в «едукологія». Дослідниця писала, що об'єктом едукології є «все про освіту». Вона розглядала едукологію як проміжний варіант між педагогікою — наукою про навчання й виховання молоді, об'єкт дослідження якої вважався достатньо вузьким, — і «ethology» — наукою про діяльність людини у світі, об'єкт дослідження якої вважався занадто широким.
У 70—80-ті рр. концепцію едукології почали розробляти науковці з багатьох країн світу: R. Elder, D. B. Hiatt (США), J. B. Biggs (Автралія), W. Brezinka (Німеччина), A. Monshouwer (Нідерланди) та ін.
У сучасному англомовному науковому просторі едукологію розглядають як науку, що інтегрує філософські, наукові та праксеологічні знання про освіту (N. Pastuovic) з метою здійснення комплексних досліджень.
На думку W. Brezinka, J. E. Fisher, J. E. Christensen, вона об'єднує:
- фізіологію освіти;
- соціологію освіти;
- антропологію освіти;
- економіку освіти;
- освітню політику;
- психологію освіти;
- едукологію економічної системи;
- едукологію культурних процесів;
- едукологію релігійної освіти;
- едукологію лідерства тощо[4][5][6][7].

## Історія в Україні
З кін. XX ст. в Україні були започатковані системні наукові дослідження у галузі освіти.
Поняття «освітологія» та «загальне освітознавство» ввів В. І. Луговий у 1994 році.
У кін. 90-х рр. розвитком освітології почав займатися А. В. Фурман. Змістом діяльності його авторської наукової школи стала розробка освітології як нового синтетичного напряму міждисциплінарних досліджень на основі інтеграції педагогічних, психологічних та культурологічних наук.
У 1995 році В. О. Огнев'юк запропонував термін «освітологія» для позначення наукового напряму інтегрованого дослідження сфери освіти. Ним було обґрунтовано об'єкт, предмет і предметне поле освітології, закладено філософські підвалини розвитку цього наукового напряму.
У 2009 р. у складі Київського університету імені Бориса Грінченка за ініціативи В. О. Огневꞌюка було створено першу в Україні науково-дослідну лабораторію освітології (завідувач С. О. Сисоєва).

## Освітологія як науковий феномен
Освітологія виникла на стику філософії освіти й педагогіки, за рахунок виходу наукового знання за межі їх об'єкта й предмета.
Освітологія як науковий напрям досліджує освіту як сферу зі складною сегментарною структурою підсистем, які відображають різні напрями життєдіяльності освітньої галузі та її взаємодії з іншими сферами суспільства, що у сукупності забезпечує гармонізацію розвитку суспільства і кожної особистості (див. також Розвиток особистості)
Об'єктом дослідження освітології є сфера освіти у її сталому розвитку. Таке формулювання об'єкта вказує не тільки на його системний всеосяжний характер (освітніх процесів і явищ), а й підкреслює, що об'єктом дослідження освітології є відкрита система.
Предметом дослідження освітології є: наявні системи й підсистеми сфери освіти у їх сталому розвитку; умови й чинники, що впливають на цей розвиток; домінанти розвитку сучасної освіти (які визначають вектор розвитку освітніх систем). Такий предмет дослідження є динамічним і залежним від суспільних змін.
Перед освітологією як самостійним науковим напрямом стоять такі завдання:
- цілісне дослідження сфери освіти у різних площинах, вимірах, співвідношеннях та взаємозв'язках з метою виявлення закономірностей і тенденцій її розвитку;
- аналіз процесів, що відбувалися, відбуваються і будуть відбуватися в освіті з метою виявлення «точок біфуркації» та найважливіших чинників впливу на освіту для футурологічного прогнозування;
- опис і зіставлення різних освітніх систем з метою виділення загальних характеристик та притаманних їм особливостей;
- прогнозування розвитку освіти, аналіз і вироблення принципів освітньої політики;
- окреслення категорій наукового апарату;
- створення методологічної бази для прикладних досліджень у сфері освіти;
- розроблення фундаментальних освітніх проблем[10].

## Освітологія і синергетика
Освітологія, яка вивчає відкриту систему — сферу освіти, є сама відкритою системою, що включає у себе вимогу, зумовленість та ресурс, привнесений в неї із зовнішнього наукового середовища.
Відповідно, суттєва відмінність освітології від інших гуманітарних наук, зокрема педагогіки, полягає у тому, що освітологія є своєрідною освітньою синергетикою для дослідження сфери освіти.
Освітологія, як і синергетика, вивчає системи зі зворотним зв'язком, досліджує не процеси стабілізації, а механізми розвитку, виникнення нових освітніх структур за рахунок руйнування старих, отже, синергетичний підхід є найбільш доцільним для дослідження освітологічних проблем.
Освітологічні дослідження завжди мають міждисциплінарний (мультидисциплінарний, трансдисциплінарний) характер, а науковий інструментарій дослідник добирає залежно від мети дослідження.

## Розвиток освітології уКиївському університеті імені Бориса Грінченка
Наукова діяльність лабораторії освітології спрямована на дослідження сфери освіти як цілісного суспільного феномену, що сприяє духовному, культурному, соціально-економічному розвитку нашої держави, на розробку методологічного інструментарію здійснення таких досліджень на різних рівнях інтеграції:
- міждисциплінарному;
- мультидисциплінарному;
- трансдисциплінарному.

У Київському університеті імені Бориса Грінченка на базі Інституту суспільства розпочато підготовку експертів у галузі освіти, методологічною базою якої стали освітологічні дослідження. Випускається журнал «Освітологія».